# Chrysops matilei
Chrysops matilei är en tvåvingeart som beskrevs av Reé Michel Quentin 2000. Chrysops matilei ingår i släktet Chrysops och familjen bromsar.
Artens utbredningsområde är Madagaskar. Inga underarter finns listade i Catalogue of Life.